# 拉尔斯·阿尔福斯
拉尔斯·瓦莱里安·阿尔福斯（瑞典語：Lars Valerian Ahlfors，1907年4月18日—1996年10月11日），芬兰数学家。在黎曼曲面领域有突出贡献。其编写的教材《Complex Analysis》堪称以几何观念看待复分析的经典之作。

## 生平
1907年，阿尔福斯出生于芬兰的赫尔辛基，后进入赫尔辛基大学学习。在校学习期间，阿尔福斯受到了享有国际声誉的芬兰数学家恩斯特·林德洛夫和罗尔夫·奈望林纳的教导。阿尔福斯在1932年自赫尔辛基大学毕业后，在1933年至1935年间任职了该大学的副教授职务。曾在1935至1938年任职于哈佛大学副教授，1938年重返芬兰母校任教授职务。1944至1946年，任瑞士的苏黎世大学教授职务。1946年移居美国任哈佛大学教授职务，1977年退休，1996年于坎布里奇去世。
阿尔福斯为复变函数论做出贡献，其主要的研究领域是单复变。也对值分布理论、黎曼曲面、极值长度、拟保角映射和克莱因群等领域也做出过重大贡献。

## 成就
- 1936年，获菲尔兹奖[3]
- 1981年，获沃尔夫数学奖[4]

## 著作
- Complex Analysis: an Introduction to the Theory of Analytic Functions of One Complex Variable (1953[5], 1966, 1979) (ISBN 0-07-000657-1)
- Contributions to the Theory of Riemann Surfaces: Annals of Mathematics Studies（1953年，ISBN 0-691-07939-0）
- Ahlfors, Lars. . Proceedings of the National Academy of Sciences. February 1966, 55 (2): 251–254. PMC 224131 . PMID 16591331. doi:10.1073/pnas.55.2.251.

## 外部連結
- Lars Valerian Ahlfors （页面存档备份，存于），哈佛數學系上的介紹。（英文）
- 拉尔斯·阿尔福斯在數學譜系計畫的資料。